# 北边桥遗址
北边桥遗址，位于中国河北省保定市北边桥村，为保定市涞水县的一个省级文物保护单位，类型为古遗址，公布时间为1993年7月15日。
北边桥遗址的历史年代为旧石器时代。